# 高愍女
高妹妹（775年—781年），名妹妹，諡「愍」，又稱高愍女。其父為唐代將領高彥昭，唐朝烈女。

## 生平
高彥昭為李正己下屬，後來李正己的兒子李納背叛朝廷。李納收押了高彥昭的妻小作為人質，派他去鎮守濮陽。

### 殉母就刑
建中二年（781年），高彥昭以濮陽歸順朝廷，歸河南都統劉玄佐，李納知道後，要屠殺高彥昭的家人。高妹妹當時只有七歲，她的母親可憐她這麼小就要斷送人生。請求來殺她的人免她一死，留她性命，改當官家的婢女，對方答應了要求，但高妹妹不肯，她說母親和哥哥都無法免死，她不願意苟且活著。當高妹妹看到她的母親和哥哥要被處死時，母親向四面拜着，高妹妹問緣故，母親回答說她們只能求四方的神明保佑，高妹妹反駁，認為她們家對朝廷忠義，也將要滅族，沒有所謂的神明！接著高妹妹詢問父親在哪個方向，有人說在西方，便向著西方大哭，哭罷，再拜，慷慨赴義。
唐德宗知道這件事後很驚嘆，詔令太常諡為愍，許多儒生都爭相為高妹妹寫誄文。

## 髙愍女碑
貞元十三年（797年），李翱在汴州，韓愈向李翱說了高妹妹的故事後，李翱深表感佩而寫了這塊碑文《髙愍女碑》。
李翱認為自己所作《髙愍女碑》、《楊烈婦傳》不輸給班固和蔡邕。

## 延伸阅读
[在维基数据编辑]
 《新唐書/卷205》，出自《新唐書》